# 鸡爪箭竹
鸡爪箭竹（学名：Fargesia ungulata）为禾本科箭竹属下的一个种。

## 扩展阅读
- 維基物種上的相關：鸡爪箭竹